# Neottiglossa leporina
Neottiglossa leporina ist eine Wanze aus der Familie der Baumwanzen (Pentatomidae).

## Merkmale
Die Wanzen sind 5–6 mm lang. Der Halsschild und das Scutellum (Schildchen) weisen meist einen hellen Mittelstrich auf. Das Scutellum ragt weit über den ledrigen Teil der Hemielytren hinaus. Die Seiten des Scutellums verlaufen über mehr als die halbe Länge annähernd parallel. Am Ende des Scutellums befindet sich gewöhnlich ein schwarzer Fleck. Die Membran ist hell. Die beiden äußeren Fühlerglieder sind schwarz. Die basalen Fühlerglieder sind gelbbraun. Die Beine sind ebenfalls gelbbraun.

## Verbreitung
Die Wanzenart ist im südlichen Europa weit verbreitet. Nach Norden reicht das Vorkommen bis nach Mitteleuropa.

## Lebensweise
Die Wanzen saugen an verschiedenen Süßgräsern (Poaceae) wie dem Gewöhnlichen Knäuelgras (Dactylis glomerata). Die Art überwintert als Imago. Die reifen Nymphen sowie die Imagines der neuen Generation beobachtet man Mitte Juli.

## Taxonomie
Die Art wurde von Gottlieb August Herrich-Schäffer als Pentatoma leporina im Jahr 1830 erstbeschrieben.
Zusätzlich zur Nominatform wurde eine Unterart beschrieben:
- Neottiglossa leporina leporina (Herrich-Schaeffer, 1830)
- Neottiglossa leporina valenciana Wagner, 1960

Die Unterart Neottiglossa leporina valenciana soll sich von der typischen Unterart durch die kürzere und breitere Gestalt unterscheiden, sie wurde nur aus der Gegend von Valencia (Spanien) angegeben. Sie wurde von V.V. Derzhansky mit der typischen Unterart synonymisiert und wird heute in der Regel nicht mehr anerkannt.

## Bilder

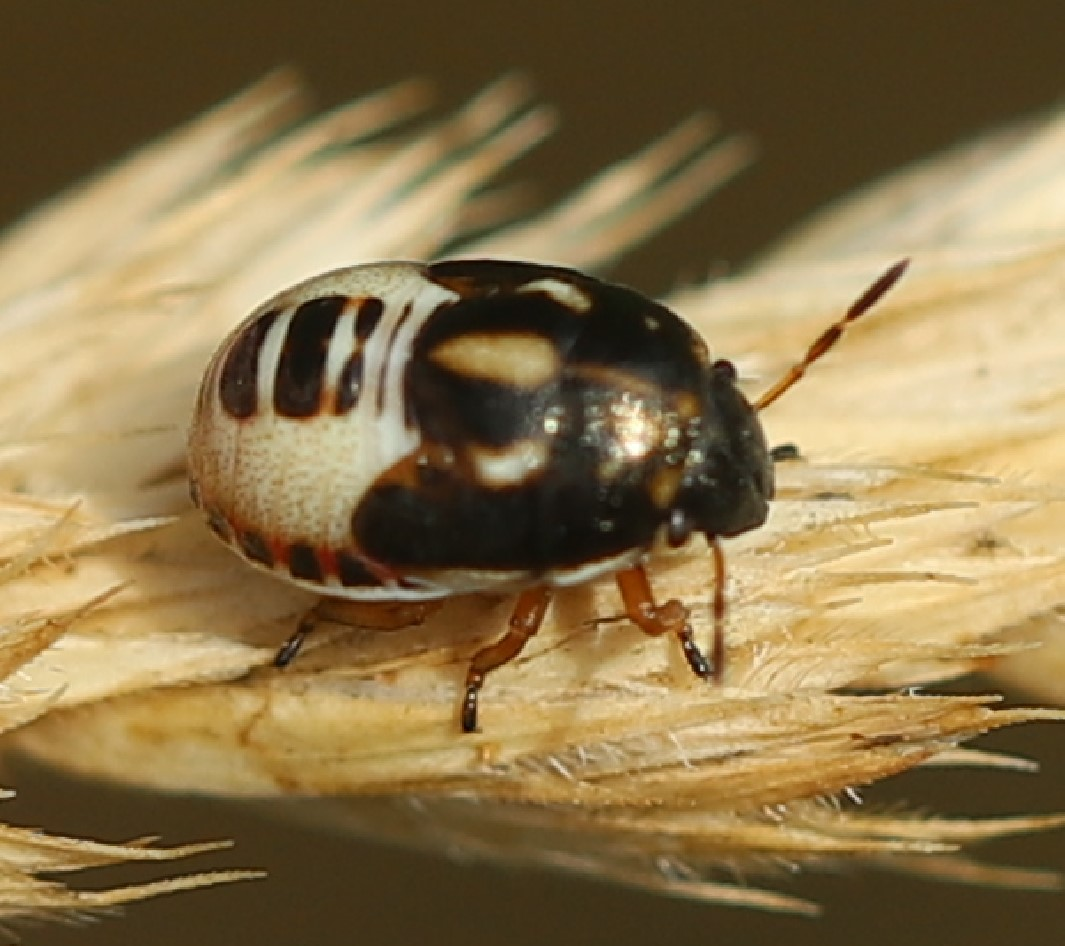
Reife Nymphe Mitte Juli
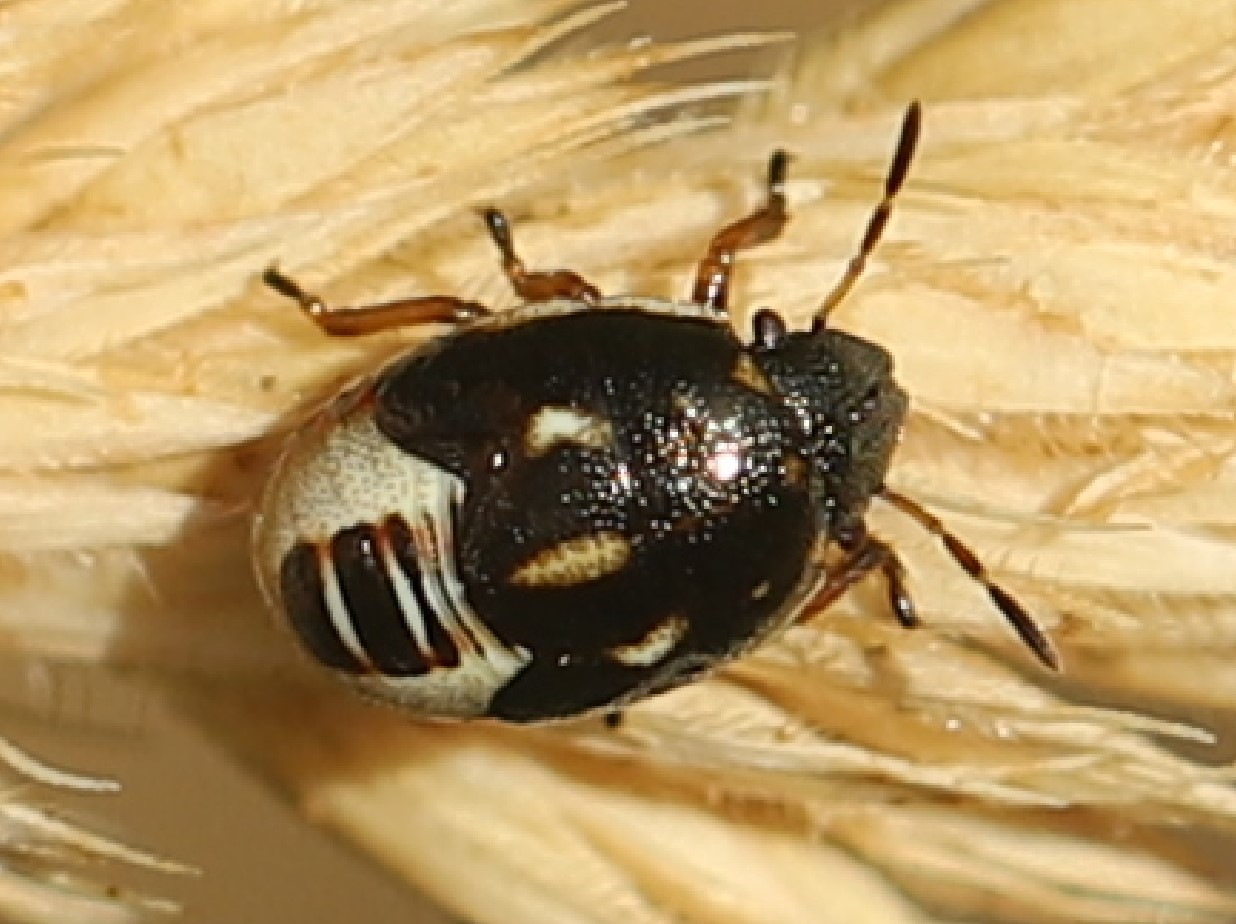
Reife Nymphe Mitte Juli
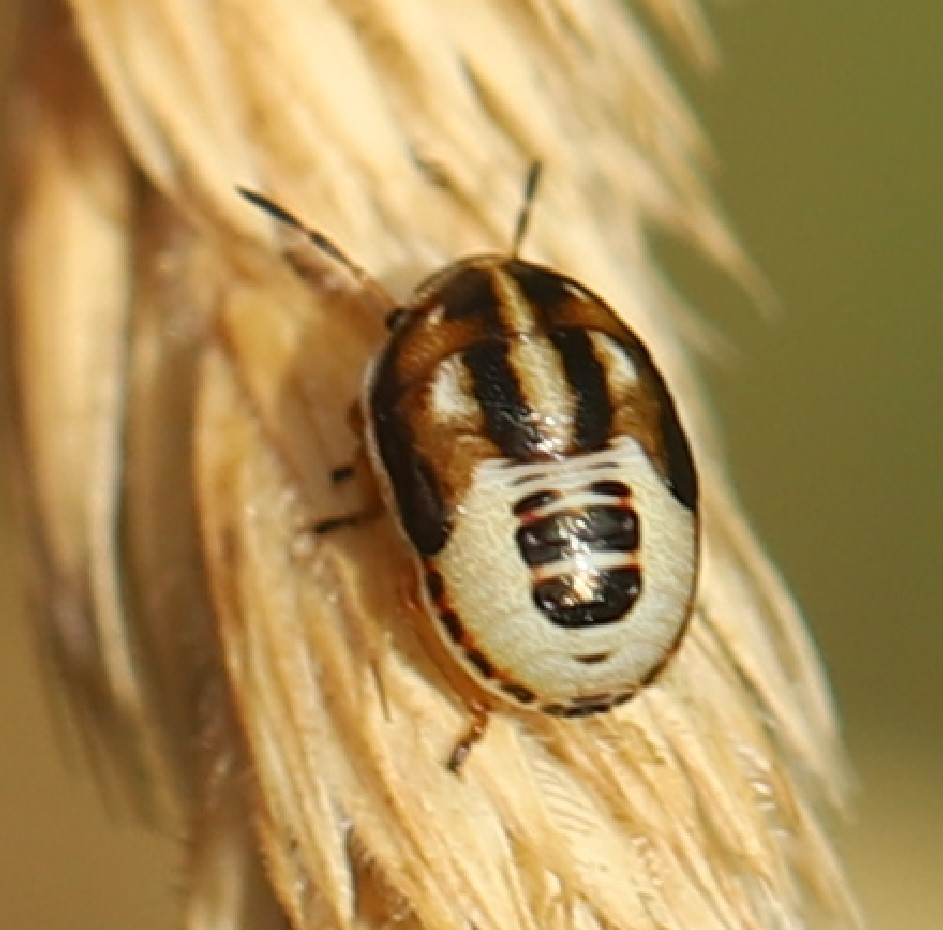
Reife Nymphe Mitte Juli